# アレクサンドル・ブリューロフ
アレクサンドル・パヴロヴィチ・ブリュローフ（ロシア語: Александр Павлович Брюллов, ラテン文字転写: Alexander Pavlovich Bryullov、1798年12月10日 - 1877年2月2日）は、フランス人の父親を持つロシアの建築家、画家である。サンクトペテルブルクの帝国美術アカデミーの教授を務めた。画家としては水彩で風景画や肖像画を描いた。

## 略歴
フランス人画家、ポール・ブリュロー（Paul Brioullo: 1760-1833）の息子としてサンクトペテルブルクで生まれた。弟のカール・ブリューロフ（1799-1852）も画家になった。1809年から弟とともに帝立芸術アカデミーで学び、アレクサンドル・ブリューロフは1810年から1820年の間は建築を学んだ。学んだ教師には、アンドレヤン・ザハーロフやアンドレイ・ヴォロニーヒン、アンドレイ・ミハイロフ（Андрей Михайлов）らがいた。
1822年、兄弟は帝国芸術奨励協会の6年間の留学奨学金を得てミュンヘンへ留学した後、1823年5月にローマへ向かい、ローマでアレクサンドル・ブリューロフは古代遺構を研究した。ロシア皇后のマリアのためにローマ・コロッセオの水彩画を描いた。1824年には建築家のニコライ・リヴォーフとシチリアを訪れ、その後ポンペイを訪れた。ナポリでは、王族や有力なロシアの外交官のイオアニス・カポディストリアスや有名な詩人プーシキンの妻ナターリア・プーシキナの肖像画も描いた。
1826年にパリに移り、イタリアで描いた図版を版画にして出版し、付属のフランス語の解説文は1829年に出版した。パリ大学で機械工学や建築史を学び、シャルトルやイギリスなどの都市を訪れ、1830年にサンクトペテルブルクに戻った。ポンペイ浴場の研究などにより、各国の建築学会や美術アカデミーの会員に選ばれた。ロシア皇帝ニコライ1世の肖像画も描いた。
建築家としては、1831年から1832年にかけて建設されたサンクトペテルブルクのミハイロフスキー劇場などで知られている。

## 作品

### 建築作品

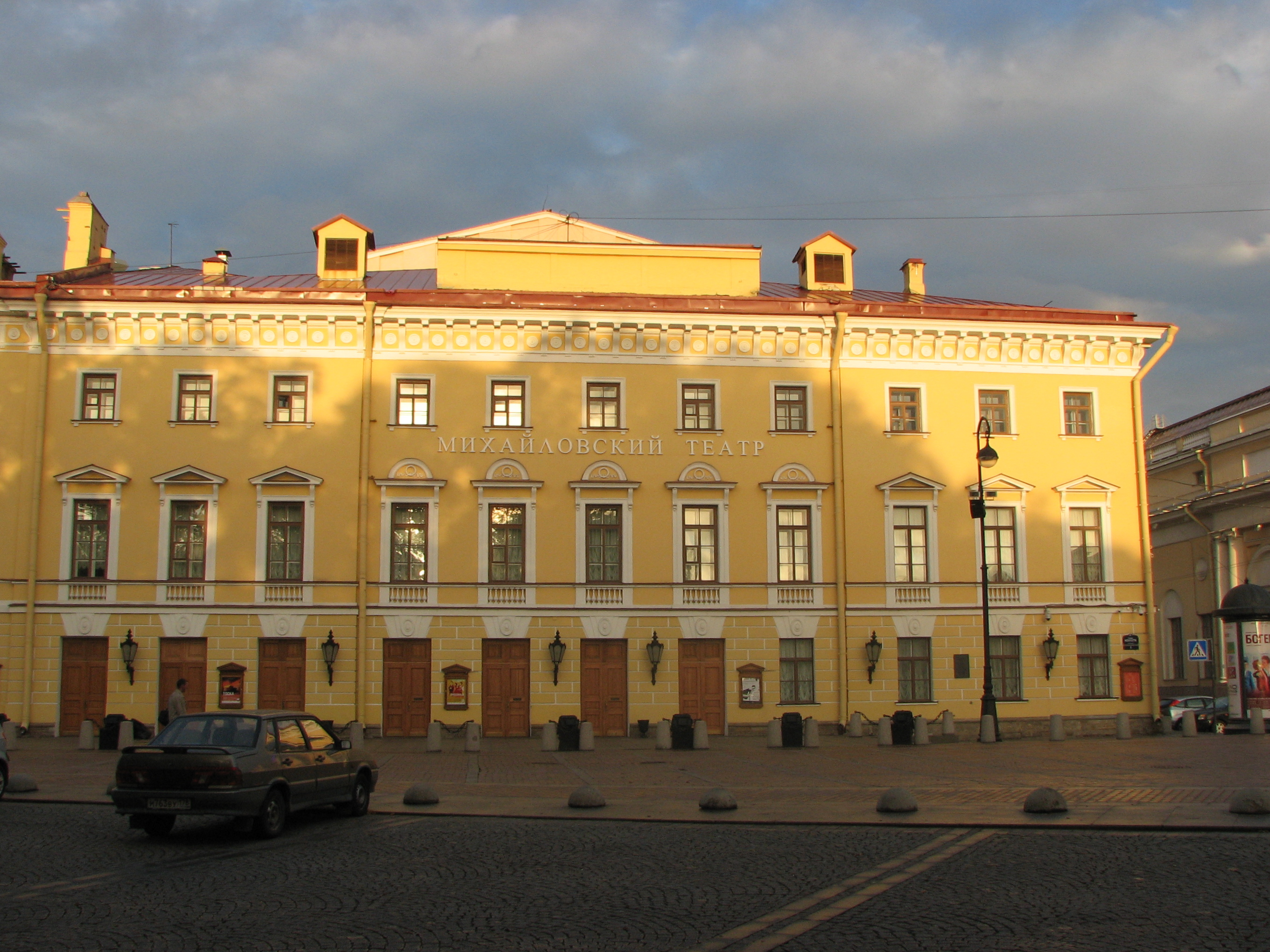
ミハイロフスキー劇場
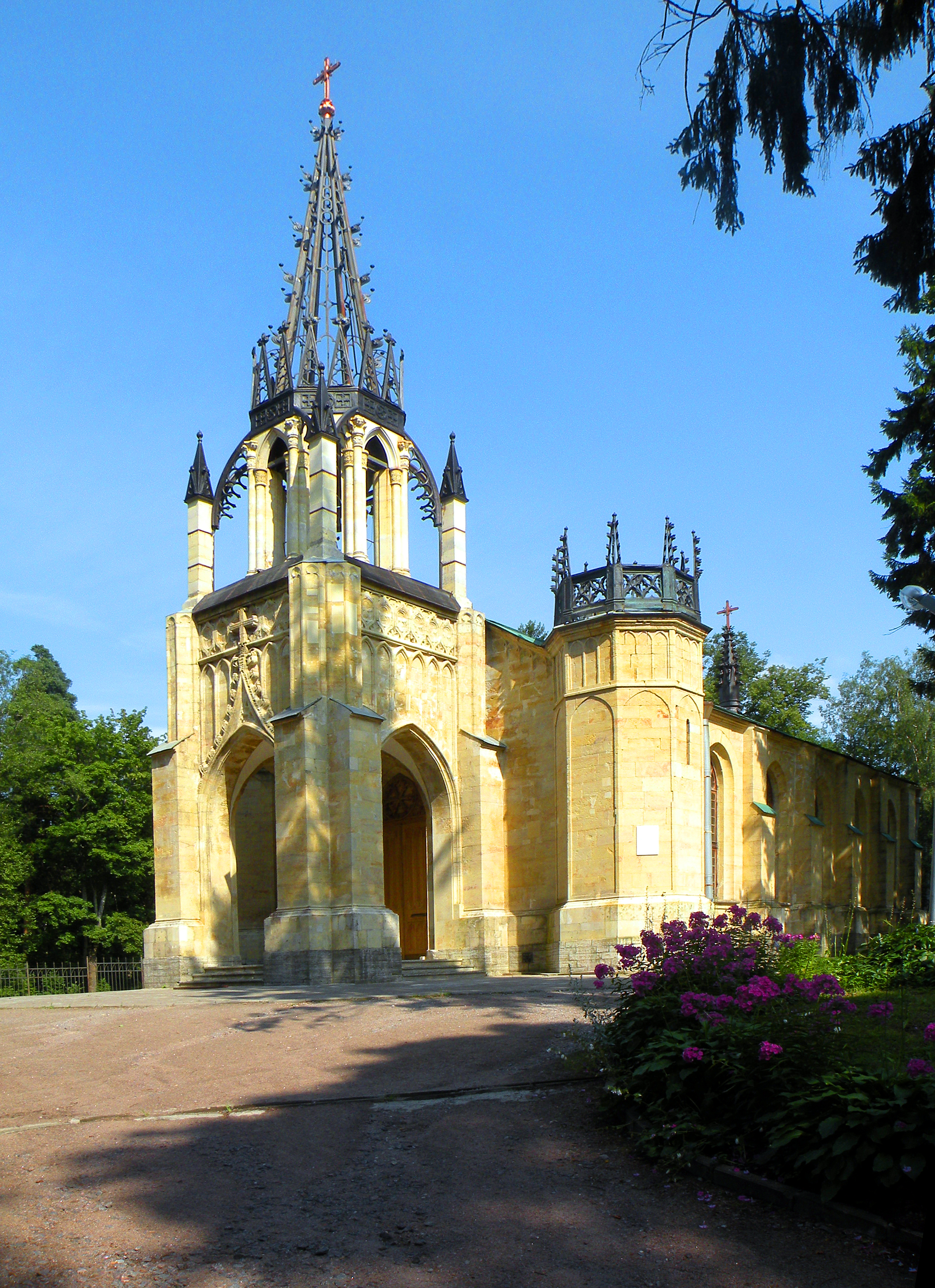
パルゴロヴォの教会
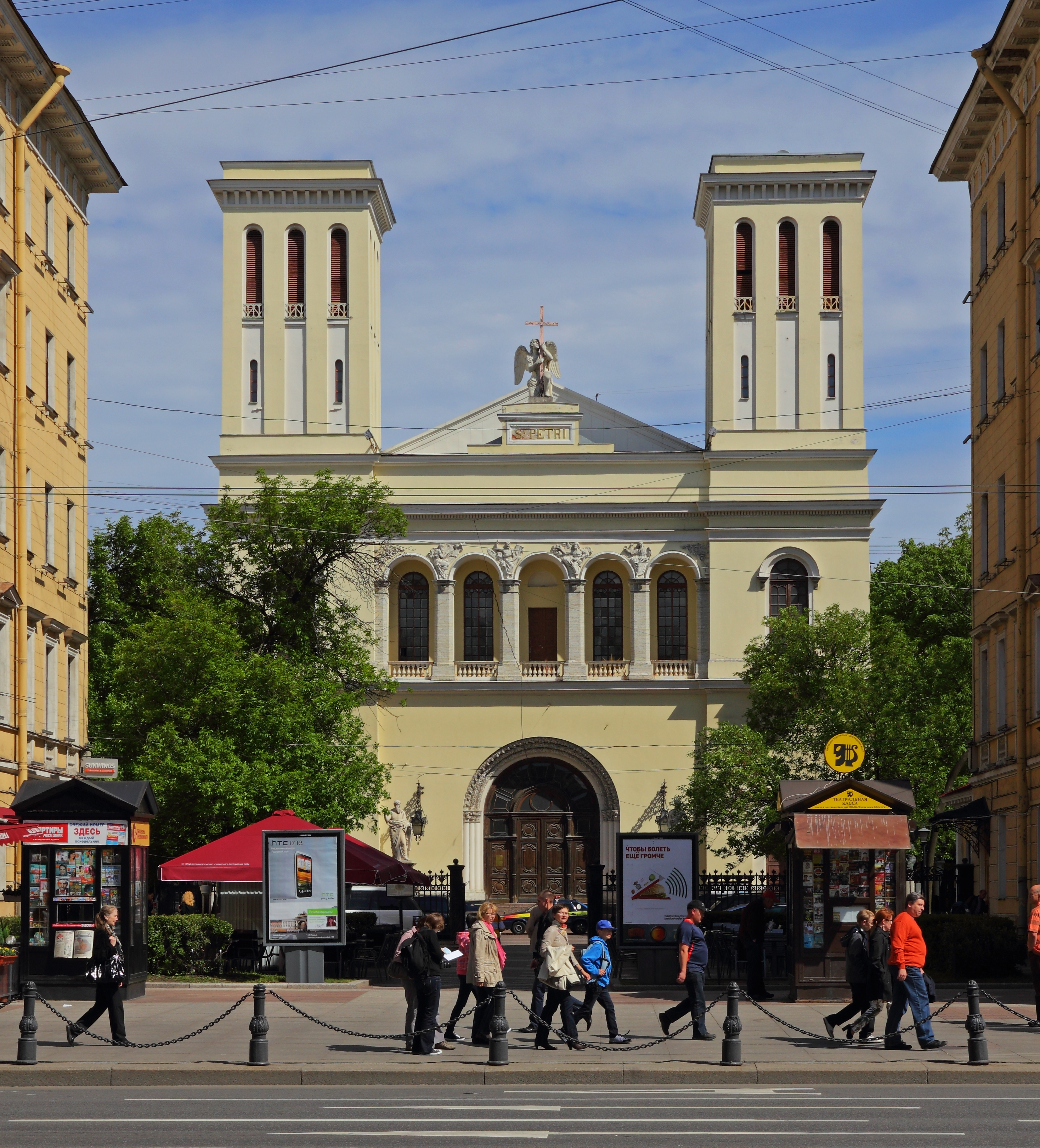
サンクトペテルブルクの教会
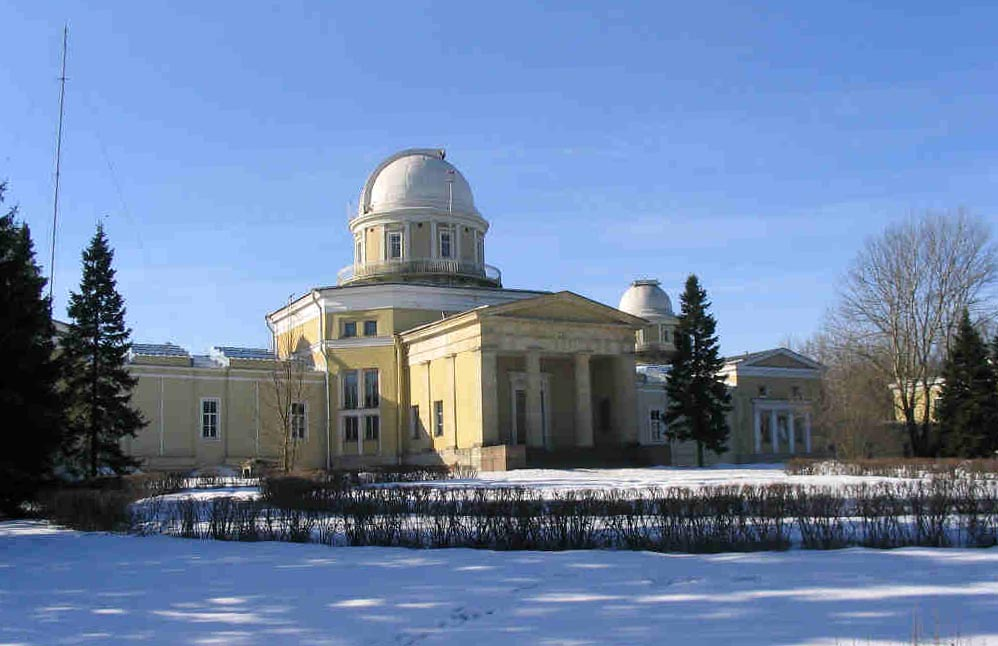
プルコヴォ天文台

### 絵画作品

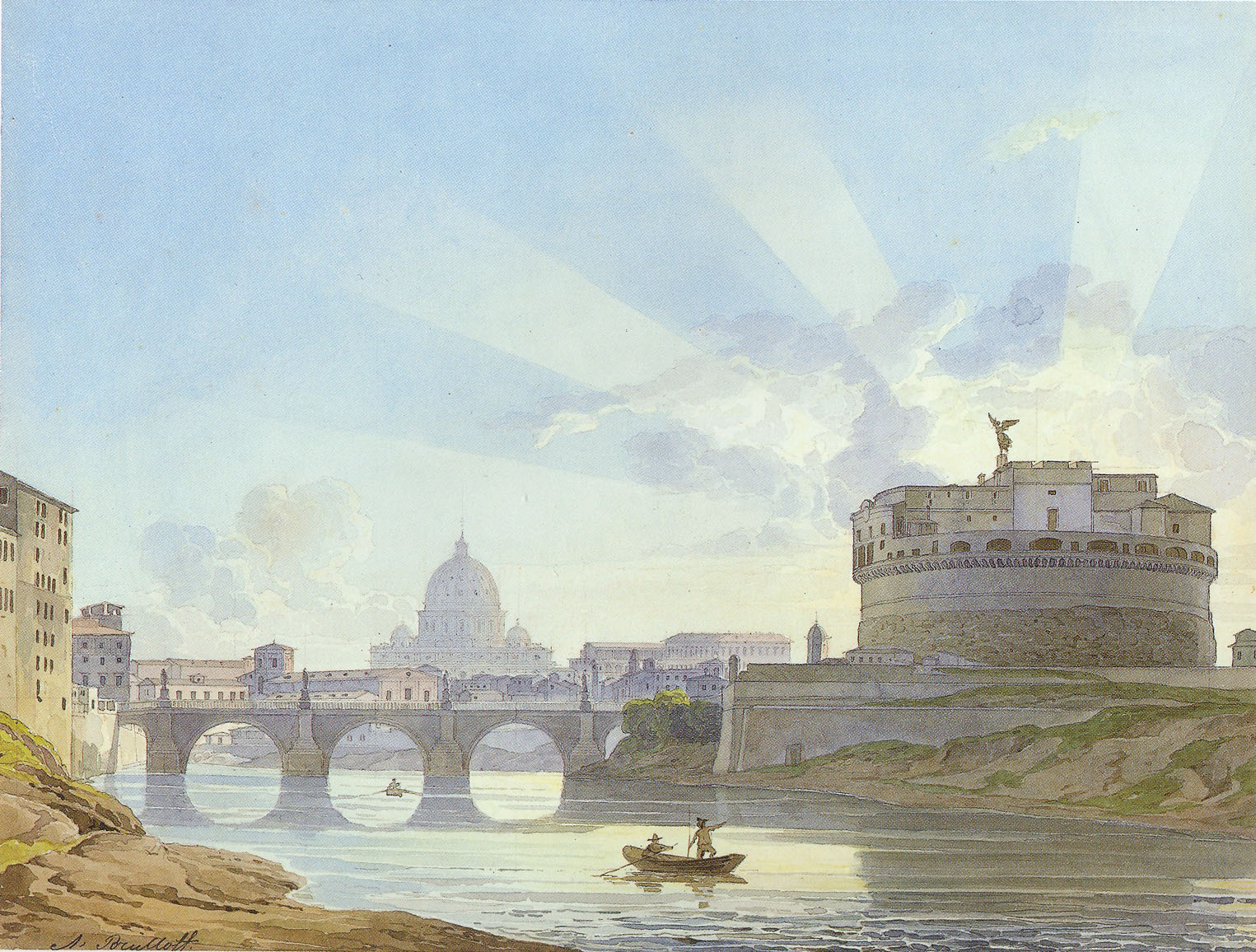
風景画、ローマのサンタンジェロ城
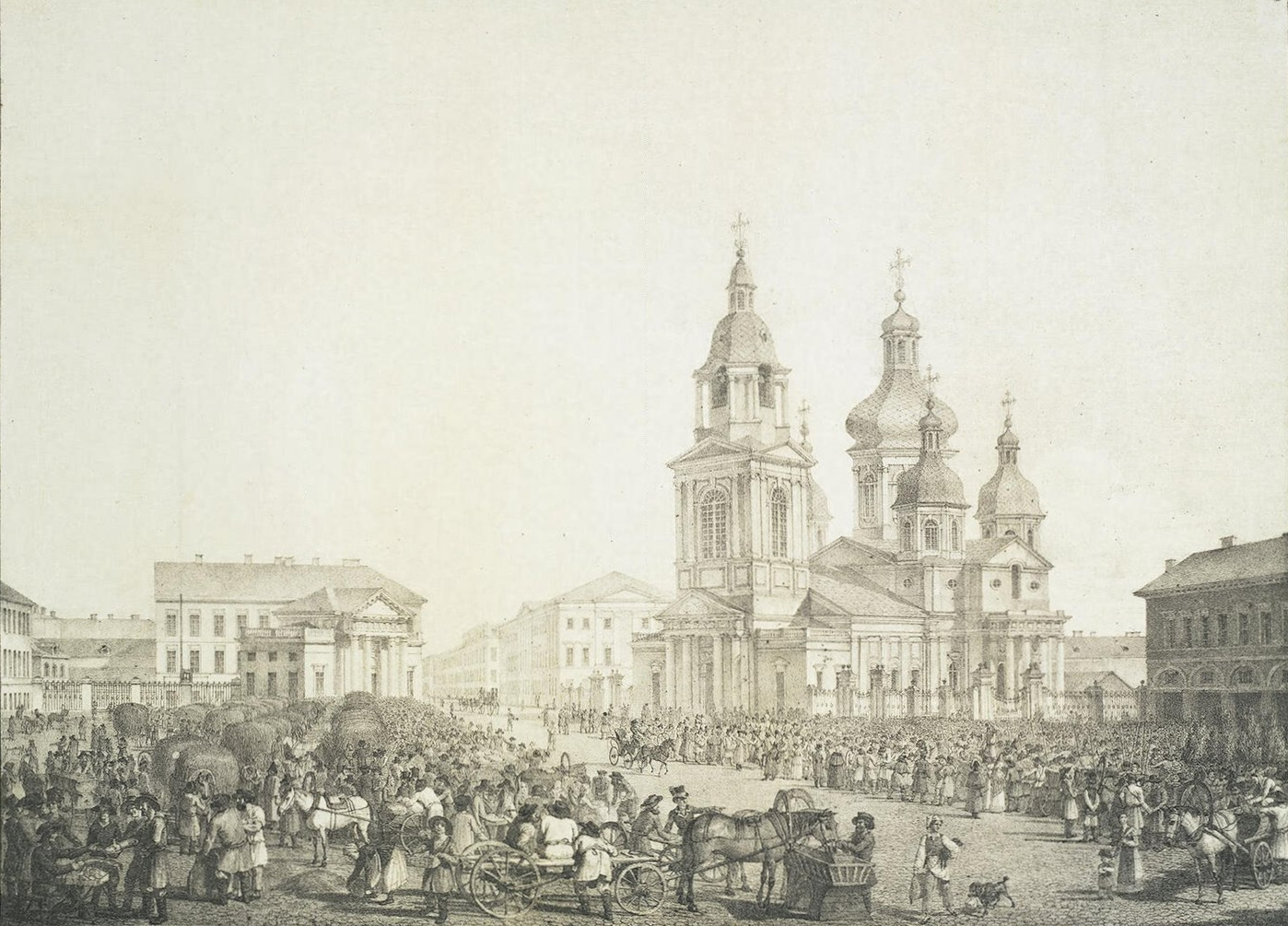
風景画
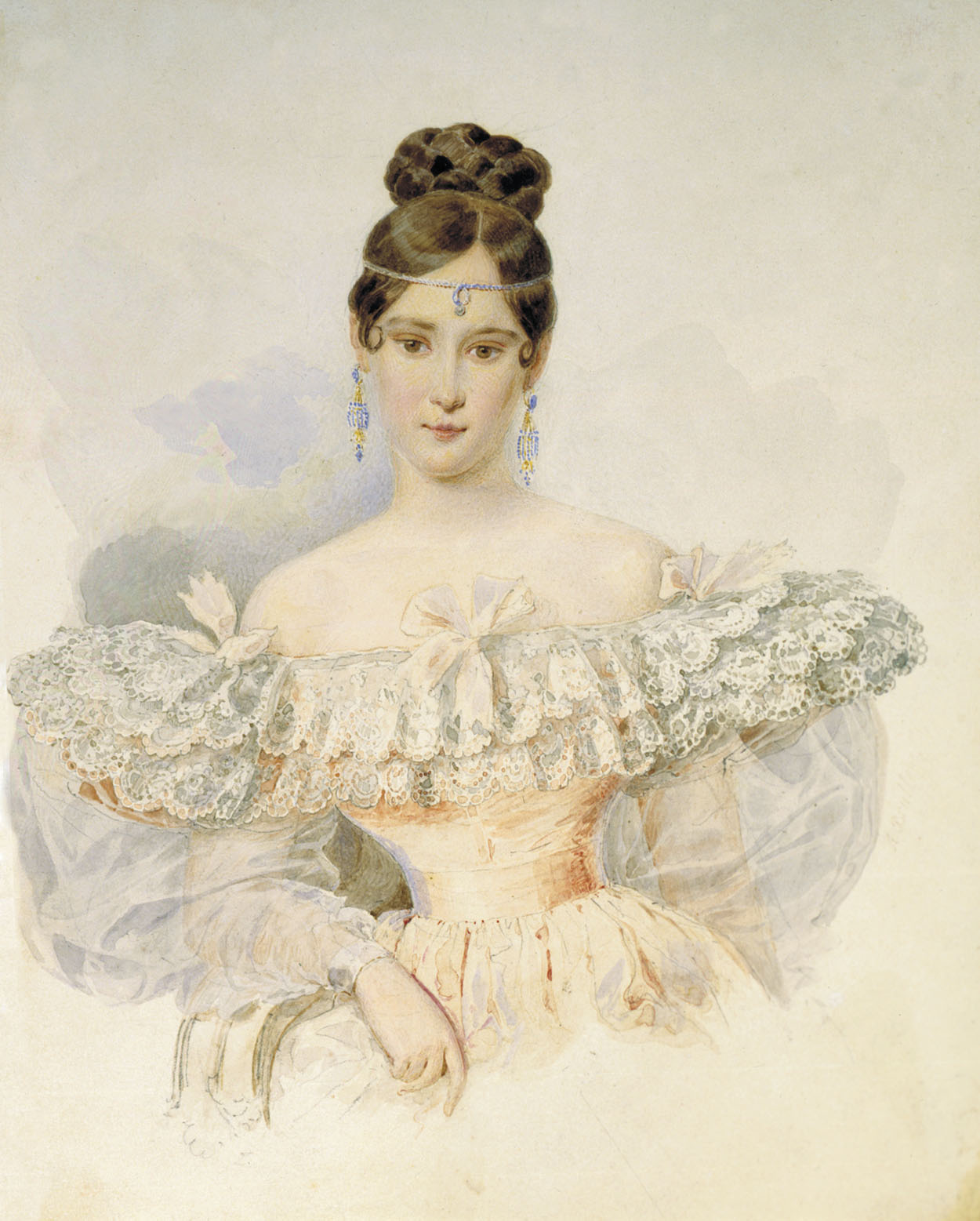
肖像画、ナターリア・プーシキナ
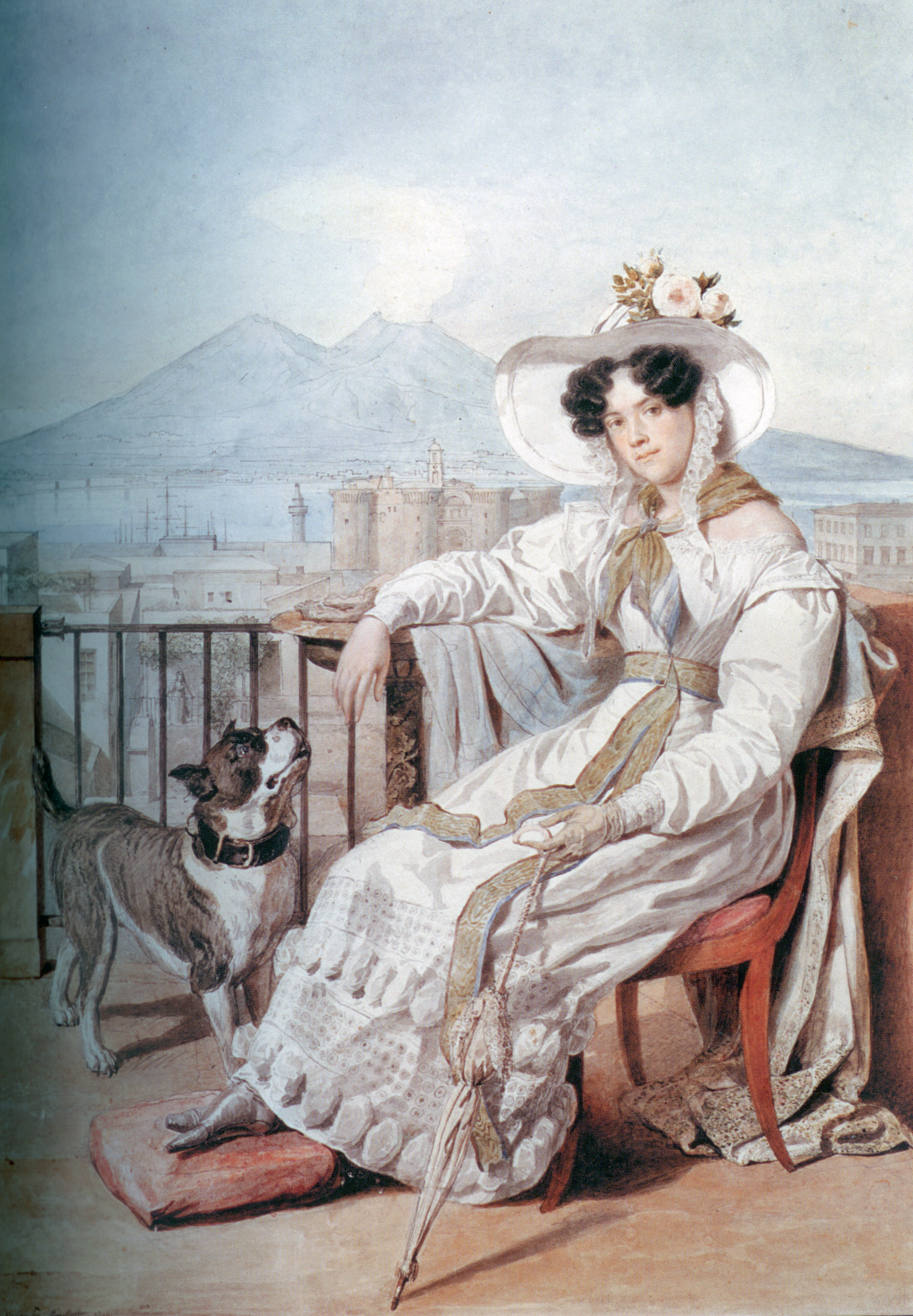
肖像画、Natal'ja Stepanovna Apraksina